# Macromya crocata
Macromya crocata là một loài ruồi trong họ Tachinidae.